# Prince Albert Road
Prince Albert Road est un village situé dans la municipalité de Laingsburg, dans la province du Cap-Occidental en Afrique du Sud.

## Histoire
Le village de Prince Albert Road doit son existence à la route choisie par le premier ministre John Molteno en 1872, pour faire circuler les trains de la Cape Government Railways sur la ligne entre le Cap et les mines de diamants de Kimberley,.
Une gare ferroviaire a été construite à cet endroit particulier, en partie en raison de son emplacement à mi-chemin entre Beaufort West et Laingsburg, et une route a été créée pour desservir la ville de Prince Albert, au pied des montagnes du Swartberg, à 40 km au sud. Cette route a donc été nommée Prince Albert road (maintenant la R407), et la gare a été également nommée Prince Albert Road. Bientôt, un petit hameau se développa autour de la gare ; c'est de là que le village moderne se développa.
En 1886, un service de diligences reliait Prince Albert Road à Oudtshoorn, plus loin au sud, et les kraals du village en terre crue, servaient de point de marché et de commerce occasionnel pour les agriculteurs des districts environnants.

## Attractions
Le village est aujourd’hui connu pour ses sentiers de découverte des fossiles qui sillonnent le Karoo. L’artiste Jan Schoeman (« Outa Lappies ») était probablement le résident le plus célèbre de la ville. Artiste, recycleur et philosophe, il a été élu Personnalité touristique de l’année du Cap occidental en 2000,. Il est décédé le 7 juillet 2011.